# Kraljeva vrnitev
Kraljeva vrnitev je zadnji del Tolkienove trilogije Gospodar prstanov. Prodanih je bilo več kot 100 milijonov knjig, po knjigi pa je bil posnet tudi film, ki ga je režiral Peter Jackson in je bil nagrajen z enajstimi oskarji.

## Vsebina
V Kraljevi vrnitvi se potovanje bratovščine zaključi. Frodo in Samo nadaljujeta pot proti Gori Pogube, globoko v osrčje Mordorja, dežele, ki ji vlada Sauron. Spremlja ju Gollum - bitje, ki je imelo Prstan Mogote v lasti več kot 500 let.
Medtem Aragorn, Legolas in Gimli potujejo proti Gondorju, kjer se Sauronova vojska pod vodstvom Angmarskega čarovniškega kralja vedno bolj bliža vratom Minas Tiritha. Aragorn, Isildurjev naslednik, prikliče vojsko mrtvih, ki jih je Isildur preklel, ker so ga izdali. Aragorn jim v zameno za pomoč pri bitki ponudi izničenje prekletstva. Mrtvi skupaj z Rohanskimi konjeniki napadejo Sauronovo vojsko in jo premagajo. Frodo Prstan uniči v Gori Pogube, s čimer dokončno uniči Sauronovo moč.

## Glavne osebe
- Frodo Bisagin - hobit, nečak Bilba Bisagina, trenutni nosilec Prstana Mogote
- Samo - hobit
- Pipin - hobit
- Medo - hobit
- Gandalf - čarovnik (vešč)
- Aragorn - človek
- Legolas - vilin
- Gimli - škrat
- Faramir - človek
- Denethor - človek, majordom Gondorja
- Theoden - človek, Rohanski kralj